# Mastacides fletcheri
Mastacides fletcheri är en insektsart som beskrevs av Bolívar, C. 1930. Mastacides fletcheri ingår i släktet Mastacides och familjen Mastacideidae. Inga underarter finns listade i Catalogue of Life.